# Ermita de la Virgen de Agosto (Bocairente)
La ermita de la Virgen de Agosto es un templo situado en la calle de la Virgen de Agosto, 26, en el municipio de Bocairente. Es Bien de Relevancia Local con identificador número 46.24.072-010.

## Historia
La capilla se edificó sobre una de las puertas del antiguo recinto amurallado de Bocairente, conocida como Portal d'Agost. De este hecho viene el nombre del templo, cuya advocación titular es la Asunción de María. Se construyó en 1245 y ha sido objeto de diversas transformaciones.

## Descripción
Se levanta en un calle con un pronunciado desnivel, lo que hace que el acceso a la puerta esté precedido por cinco escalones. La puerta en sí está a la altura de la calle posterior.
La cobertura es un tejado a una sola vertiente, descendente hacia la fachada. La campana se encuentra en una espadaña perpendicular a la fachada. La propia fachada forma esquina con una vivienda, y presenta, además de la puerta de acceso, un retablo cerámico con la imagen de la titular y la leyenda La Asunción de Nuestra Señora. Año 1855. A expensas de los devotos del barrio. Sobre el retablo hay un farolillo de forja.
El interior del edificio es de planta cuadrangular, con piso ajedrezado y techo   plano sobre escocia, con un florón central del que pende la lámpara. El altar es de escayola, con adornos renacentistas. En su centro se encuentra una hornacina con imagen de la titular, junto a otra imaginería.